# Mitsumasa Yoda
Mitsumasa Yoda (japanisch 依田 光正 Yoda Mitsumasa; * 7. August 1977 in der Präfektur Tokio) ist ein ehemaliger japanischer Fußballspieler.

## Karriere
Yoda erlernte das Fußballspielen in der Schulmannschaft der Teikyo High School und der Universitätsmannschaft der Teikyō-Universität. Seinen ersten Vertrag unterschrieb er 2000 bei den Montedio Yamagata. Der Verein spielte in der zweithöchsten Liga des Landes, der J2 League. Für den Verein absolvierte er 42 Spiele. 2004 wechselte er zum Drittligisten Thespa Kusatsu. Am Ende der Saison 2004 stieg der Verein in die J2 League auf. Für den Verein absolvierte er 45 Spiele. Ende 2006 beendete er seine Karriere als Fußballspieler.